# Scillirosid
Scillirosid ist eine chemische Verbindung aus der Gruppe der substituierten Carbonsäureester und Bufadienolide. Es ist neben Scillaren A, Proscillaridin A und Glucoscillaren A eines der Scillaglycoside und ein Glycosid der roten Meerzwiebel (Drimia maritima). Die Pflanze gehört zur Familie der Liliaceae und ist die rote Variation der Weißen Meerzwiebel.

## Vorkommen

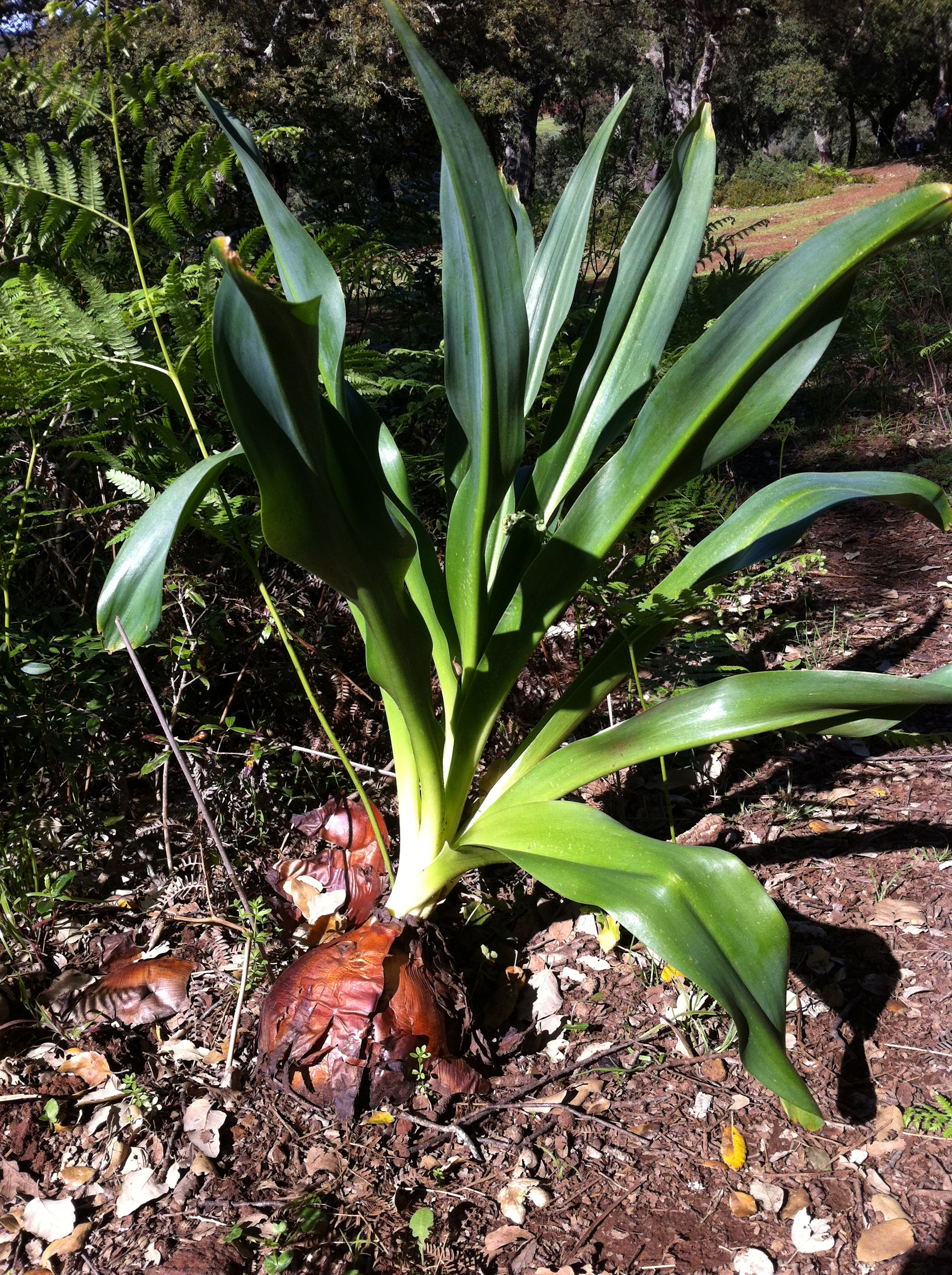
Drimia maritima

Scillirosid kommt natürlich zu etwa 0,0035 % in den Bulben der roten Variation der Weißen Meerzwiebel vor, jedoch wechselt der Gehalt mit Erntezeitpunkt und der Provenienz.

## Eigenschaften
Scillirosid ist ein Feststoff, der schwer löslich in Wasser ist. Er zersetzt sich bei Erhitzung über 200 °C. Die aus wässrigem Medien ausfallenden Kristalle stellen ein Hydrat dar, das im Hochvakuum noch Wasser abgibt aber auch danach noch als Hemihydrat vorliegt.

## Verwendung
Scillirosid wird als Rattenköder und Rodentizid verwendet. Es ist der wirksame Inhaltsstoff der roten Meerzwiebel deren spezifische Giftwirkung in den Mittelmeerländern seit Jahrhunderten bekannt ist.

## Sicherheitshinweise
Scillirosid ist stark giftig und wirkt durch Reizung der Schleimhäute als starkes Brechmittel (außer bei Spezies wie der Ratte, die nicht erbrechen können). Im Übrigen ist es ein Herzglycosid, welches ähnliche Herzwirkungen erzeugt wie die Digitalisglycoside. Die minimal letale Dosis (oral) des rohen Meereszwiebelextraktes liegt bei 145 mg/kg für den Hund und bei 100 mg/kg für die Katze.

## Externe Links zu erwähnten Verbindungen
1. ↑  Externe Identifikatoren von bzw. Datenbank-Links zu Scillaren A:  CAS-Nr.: 124-99-2, EG-Nr.: 204-721-3, ECHA-InfoCard: 100.004.293, PubChem: 441870, ChemSpider: 390446, Wikidata: Q27103365.
2. ↑  Externe Identifikatoren von bzw. Datenbank-Links zu Proscillaridin A:  CAS-Nr.: 466-06-8, EG-Nr.: 207-370-4, ECHA-InfoCard: 100.006.702, PubChem: 5284613, ChemSpider: 4447658, DrugBank: DBDB13307, Wikidata: Q7250550.
3. ↑  Externe Identifikatoren von bzw. Datenbank-Links zu Glucoscillaren A:  CAS-Nr.: 11003-96-6, PubChem: 114585, ChemSpider: 102631, Wikidata: Q83014807.